# 생물학적 오염
생물학적 오염(Biological pollution), 생물학적 영향, 생물 오염은 인류의 행동이 수생 및 육상 환경의 질에 미치는 영향이다. 특히 생물학적 오염은 침입외래종(IAS)이라고도 알려진 비토착종 및 침입종의 유입을 의미한다. 생물학적 오염이 수생 환경에 유입되면 수질 오염에 영향을 미친다.
생물학적 오염은 생물학적 조직의 여러 수준에서 부작용을 일으킬 수 있다.
- 개개의 생물(기생충이나 병원체에 의한 내부 오염),
- 개체군(유전적 변화, 즉 IAS와 토종 종의 교배에 의한),
- 공동체 또는 생물군집(구조적 변화, 즉 IAS의 지배, 토착종의 대체 또는 제거에 의한),
- 서식지(물리화학적 조건의 수정에 의한),
- 생태계(에너지 및 유기 물질 흐름의 변화에 의한).

생물학적 오염은 또한 자연 보호 지역의 자연성을 저하시키고 경제적으로 부정적인 결과를 초래하며 인간 건강에 영향을 미칠 수도 있다. 엘리엇(2003)이 설명한 "생물학적 오염"과 "생물학적 오염 물질"이라는 개념은 침입 생물학에서 일반적으로 받아들여지고 있다. 이는 생물오염 수준 평가 개념(올레닌 등, 2007)과 유럽 해양 전략 프레임워크 지침(올레닌 등, 2010)의 양호한 생태학적 상태 설명에 대한 기준을 개발하는 데 사용되었다.
생물 침입 영향 또는 생물 오염 수준(올레닌 등., 2007)의 규모는 무료 온라인 서비스 BINPAS를 사용하여 정량화할 수 있다.
1991년 인디애나 과학 아카데미는 인디애나폴리스에서 이 문제를 다룬 최초의 발견인 전국 학제간 회의를 열었다(맥나이트, 1993).